# Варлам Печерски
Варлам Печерски је православни светитељ  из 11. века. Био је први игуман Кијево-печерске лавре. Празнује 19. новембра и 28. септембра (по јулијанском календару) .
Варлам је био син једног од бојара, кнеза Изјаслава Јарославича. Склон монашком животу, подвизавао се у кијевским пећинама заједно са монасима Антонијем и Теодосијем. Након пораста монашке заједнице, Варлам је од монаха Антонија постављен за игумана манастира. Касније је кнез Изјаслав (по крштењу Димитрије) поставио Варлама за игумена манастира у част свог заштитника Светог Димитрија.
Родослов светог Варлаама везује се за Малковиче – наследнике Малка Љубчанина – деде Светог Владимира по мајци Малуши .
Недуго пре смрти, Варлам је посетио Цариград и умро на повратку у граду Володимиру. Сведочења Кијевско-печерског патерикона о путу Варлама до Владимира и Зимненског манастира у Волинији, названа у тексту „његова земља“, сматра се назнаком посете завичајним местима. За завичај светитеља везују се имања у суседним Будјатичима, Нискиничима и Калусову . Сахрањен је у Ближњим пећинама Кијево-Печерске лавре.